# Takaharu Furukawa
Takaharu Furukawa (en japonés: 古川高晴, Furukawa Takaharu; Aomori, 9 de agosto de 1984) es un deportista japonés que compite en tiro con arco, en la modalidad de arco recurvo.
Participó en cinco Juegos Olímpicos de Verano, entre los años 2004 y 2020, obteniendo en total tres medallas, plata en Londres 2012, en la prueba individual, y dos de bronce en Tokio 2020, individual y por equipo (junto con Yuki Kawata y Hiroki Muto).
Ganó dos medallas de bronce en el Campeonato Mundial de Tiro con Arco al Aire Libre, en los años 2015 y 2023.

## Palmarés internacional
| Juegos Olímpicos                 | Juegos Olímpicos       | Juegos Olímpicos  | Juegos Olímpicos |
| Año                              | Lugar                  | Medalla           | Prueba           |
| -------------------------------- | ---------------------- | ----------------- | ---------------- |
| 2012                             | Londres (Reino Unido)  | Medalla de plata  | Individual       |
| 2020                             | Tokio (Japón)          | Medalla de bronce | Individual       |
| 2020                             | Tokio (Japón)          | Medalla de bronce | Equipo           |
| Campeonato Mundial al Aire Libre |                        |                   |                  |
| Año                              | Lugar                  | Medalla           | Prueba           |
| 2015                             | Copenhague (Dinamarca) | Medalla de bronce | Individual       |
| 2023                             | Berlín (Alemania)      | Medalla de bronce | Equipo           |